# Tratado de Tolentino (1797)
El armisticio de Bolonia de 1796 y el tratado de Tolentino de 1797 fueron dos acuerdos firmados entre Francia y la Santa Sede en el contexto de las guerras napoleónicas. Forzado por la presencia de las tropas bajo el mando de Napoleón Bonaparte, el papa Pío VI se vio obligado a hacer fuertes concesiones económicas y territoriales a los franceses, a pesar de lo cual las tropas francesas invadieron poco después la ciudad de Roma.

## Contexto

### Revolución francesa

Italia en 1796.

En 1789 estalló en Francia la Revolución francesa, un serio conflicto político y social en una de las principales potencias de Europa, que rápidamente llamó la atención de todos los países del continente: en 1790 se eliminaron en Francia los privilegios del clero y se confiscaron los bienes de la Iglesia, y en 1792 el rey Luis XVI fue depuesto y posteriormente ejecutado; las levas en masa llevadas a cabo por el gobierno francés proporcionaban al país una fuerza militar considerable, para preocupación de los países vecinos.

### Guerra en Europa
En 1793, en un intento por contener el avance de la Revolución francesa, se formó la Primera Coalición, alianza del Sacro Imperio Romano Germánico, Prusia, Gran Bretaña, España, las Provincias Unidas de los Países Bajos y casi todos los pequeños estados de la península italiana, a excepción de los Estados Pontificios y la república de Venecia, que permanecían neutrales. Pronto la guerra se generalizó por toda Europa.
En 1795 Francia ocupó los Países Bajos, fundando la República Bátava como estado satélite francés; España y Prusia firmaron la Paz de Basilea, por la que abandonaban la Primera Coalición, y al año siguiente España acordó con Francia el tratado de San Ildefonso, por el cual ambos países se comprometían a mantener una política militar conjunta contra terceros.

### Napoleón avanza hacia Italia
En marzo de 1796, por orden del Directorio francés las tropas bajo el mando del joven general Napoleón Bonaparte salieron de París en dirección a Italia, y en un rápido avance derrotaron a los ejércitos austriacos y sardos en las batallas de Millesimo, Montenotte, Dego, Mondovì y Lodi y pusieron Mantua bajo asedio. A finales de abril del mismo año Cerdeña se rindió mediante el armisticio de Cherasco; el 5 de junio Nápoles firmó la paz de Brescia, el 6 lo hizo la república de Génova según el convenio de Monte Bello y el 19 las tropas de Napoleón ocupaban Módena y cruzaban la frontera con los Estados Pontificios, tomando Ferrara y Bolonia sin resistencia.

## Acuerdos

### Armisticio de Bolonia

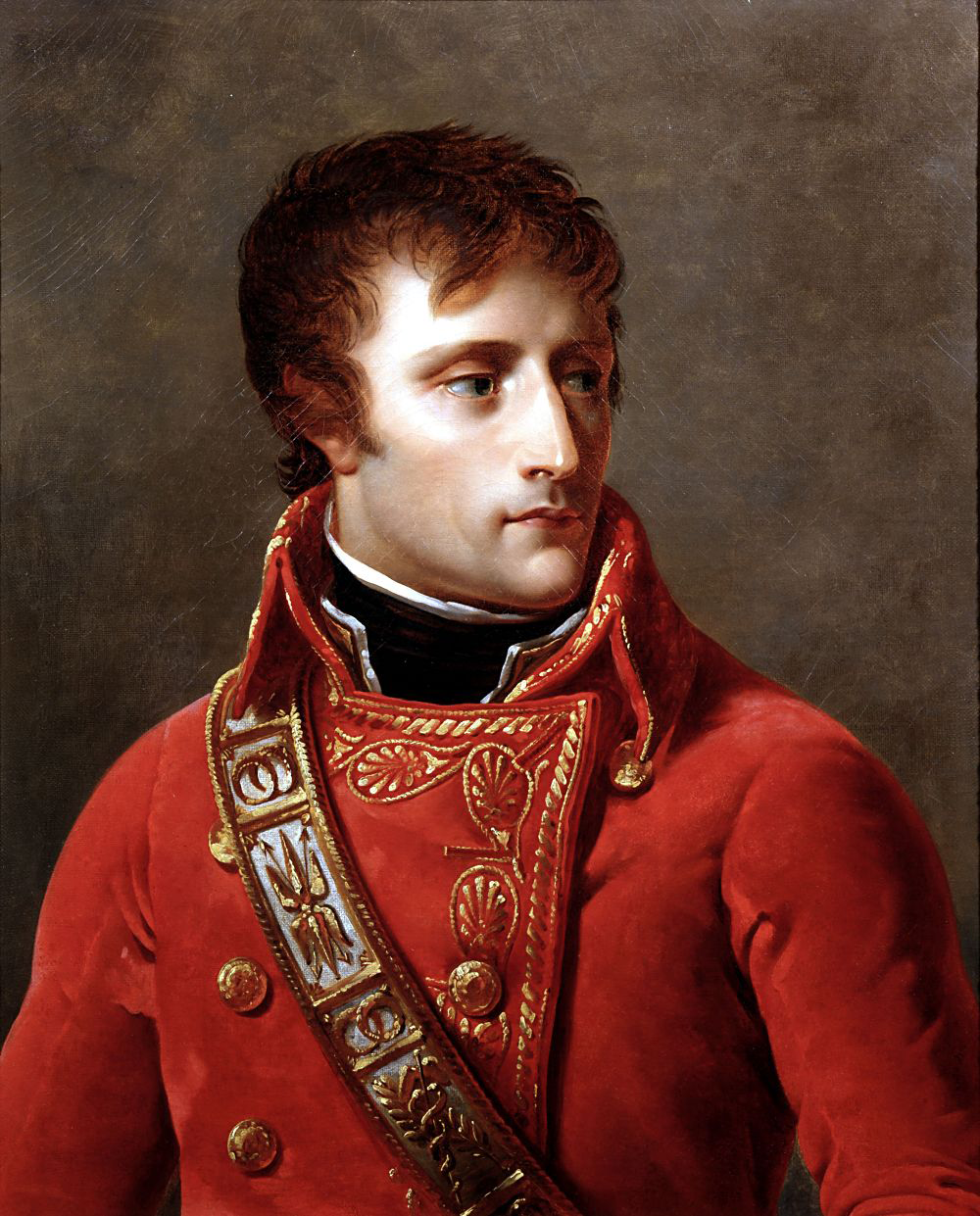
Napoleón I.

A pesar de la neutralidad de la Santa Sede, el Directorio francés ordenó a Napoleón la ocupación sus territorios, en un intento por deponer definitivamente el poder de la Iglesia. Ante la superioridad del ejército francés, Pío VI envió al diplomático español José Nicolás de Azara a negociar con Napoleón un acuerdo preliminar; el 23 de junio de 1796 se firmó el armisticio de Bolonia, por el que los Estados Papales deberían hacer las siguientes concesiones:
- Las legaciones de Bolonia y Ferrara y la ciudad de Ancona quedarían en poder de Francia.
- La Santa Sede debería pagar 21.000.000 de francos (16.600.000 de libras tornesas) a Francia.
- Indemnización a la familia del diplomático francés Nicolas Jean Hugon de Basseville, muerto en Roma en 1793 en una revuelta popular.
- 100 obras de arte y 400 manuscritos serían transferidos a Francia.
- Liberación de los presos políticos.

### Descontento del Directorio
El Directorio francés se negó a ratificar este armisticio, exigiendo que el papa se retractase de los breves que desde 1790 había publicado condenando las actividades revolucionarias francesas. Pío VI se negó a ello, y en respuesta Bonaparte marchó con su ejército hacia Roma. Derrotó fácilmente al ejército del Papa en Faenza, obligándole a retirarse hasta Tolentino. A pesar de las órdenes del Directorio de ocupar Roma por la vía militar, Bonaparte, que empezaba a actuar con independencia del ejecutivo francés, prefirió acordar un tratado.

### Tratado de Tolentino
El 19 de febrero de 1797 el general Napoleón Bonaparte y el embajador de Francia ante la Santa Sede, François Cacault, ajustaron un acuerdo con los enviados de Pío VI: el cardenal Alessandro Mattei, monseñor Lorenzo Caleppi, el duque Luigi Braschi Onesti y el marqués Camillo Massimi, en las condiciones siguientes:

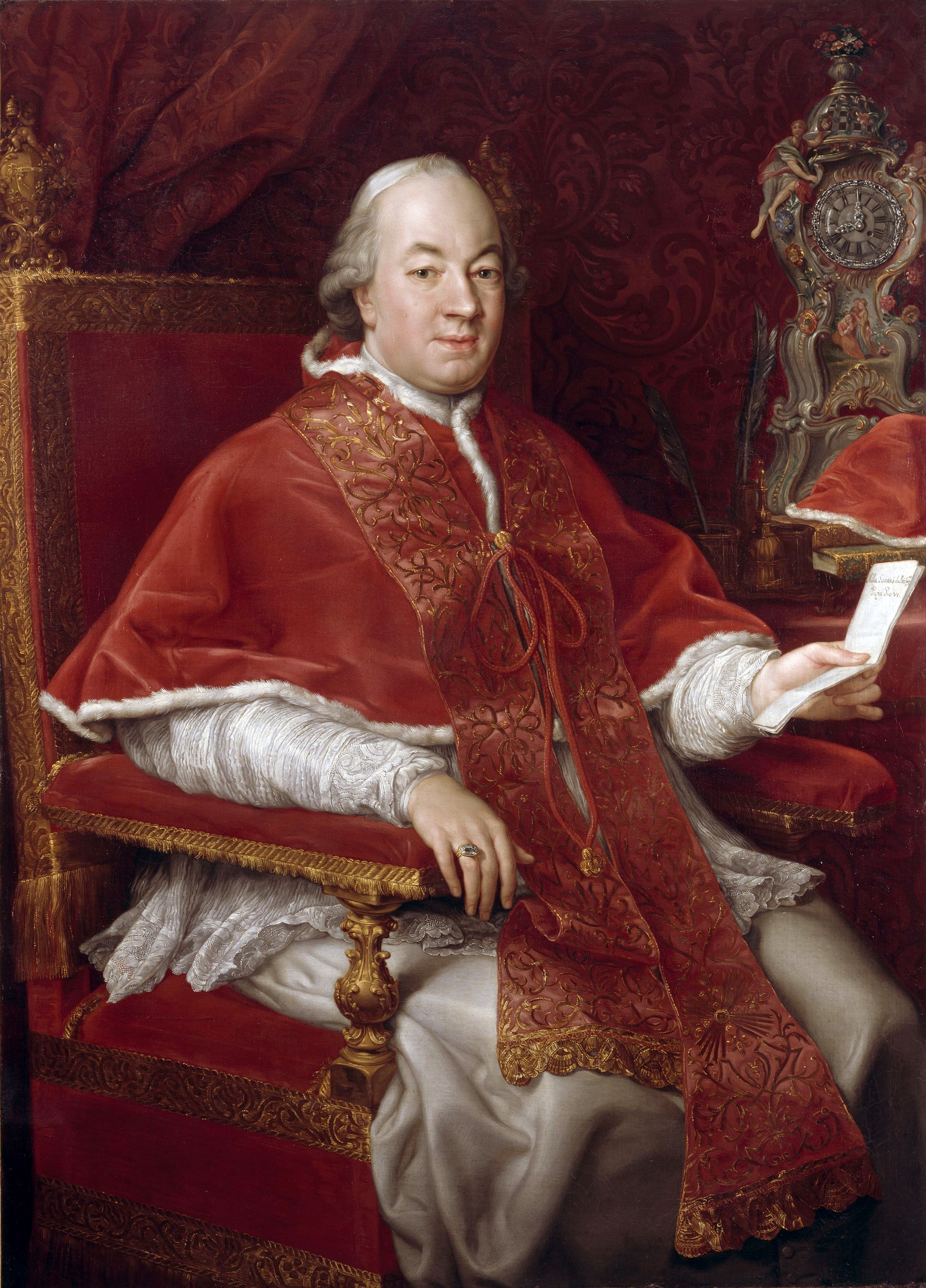
El Papa Pío VI.

- Reconocimiento oficial de la posesión francesa del Condado Venaissin y de la ciudad de Aviñón, ocupados militarmente desde 1790.
- Cesión perpetua de las legaciones de Bolonia, Ferrara y Romaña. Ancona quedaría en manos francesas hasta el final de la guerra.
- Negación de socorros y cierre de los puertos de la Santa Sede a los enemigos de Francia.
- Satisfacción de las cantidades acordadas en el armisticio de Bolonia: 10 millones de libras tornesas en especie y 5 millones en diamantes deberían pagarse antes del 5 de marzo, además de las 1.600.000 restantes. Otros 15 millones adicionales deberían ser pagados antes de abril, junto con 800 caballos y otras tantas reses.
- Al recibo de las cantidades acordadas, el ejército francés evacuaría los territorios ocupados (excepto los mencionados antes).
- Liberación de los presos políticos.
- Restablecimiento de las relaciones comerciales entre ambos países.

## Consecuencias
Las condiciones impuestas en el tratado de Tolentino dejaron vacías las arcas y el patrimonio pontificios. Con respecto a las duras concesiones hechas por la Santa Sede, el cardenal Mattei escribiría: «Roma está a salvo, y también la religión, gracias a los grandísimos sacrificios que se han realizado».
Pero la tranquilidad en Roma habría de durar poco. El Directorio, insatisfecho con las condiciones impuestas en el tratado y decidido a deponer al Papa, envió a José Bonaparte como embajador a la Santa Sede, en sustitución de Cacault, con la misión de organizar una revolución dentro de los Estados Pontificios. En diciembre, agentes secretos franceses agitaron a la población, provocando una rebelión en la que murió accidentalmente el general francés Duphot, hecho que el Directorio aprovechó para reanudar las hostilidades.
Napoleón había regresado a Mantua, disponiéndose a dirigir la guerra en Alemania contra los austríacos. A fin de sofocar la rebelión, su sustituto el general Berthier penetró con sus tropas en Roma en enero de 1798, declarando la República Romana el 15 de febrero. A Berthier le sucedería André Masséna, bajo cuyo mando la ciudad sería saqueada. Pío VI fue apresado y conducido a Francia, donde murió en agosto de 1799. Las relaciones entre ambos países no se normalizarían hasta la firma del Concordato de 1801, con Napoleón ya en el gobierno de Francia.
Las tres legaciones pontificias de Ferrara, Bolonia y Rávena fueron anexionadas a la recién creada república Cisalpina.
Los 5 millones en diamantes, cedidos por el Directorio a Napoleón, serían utilizados por éste en la conquista de Malta.

## Enlaces
- Wikimedia Commons alberga una categoría multimedia sobre obras de arte expropiadas por el tratado de Tolentino.